# St. Peter und Paul (Tünzhausen)

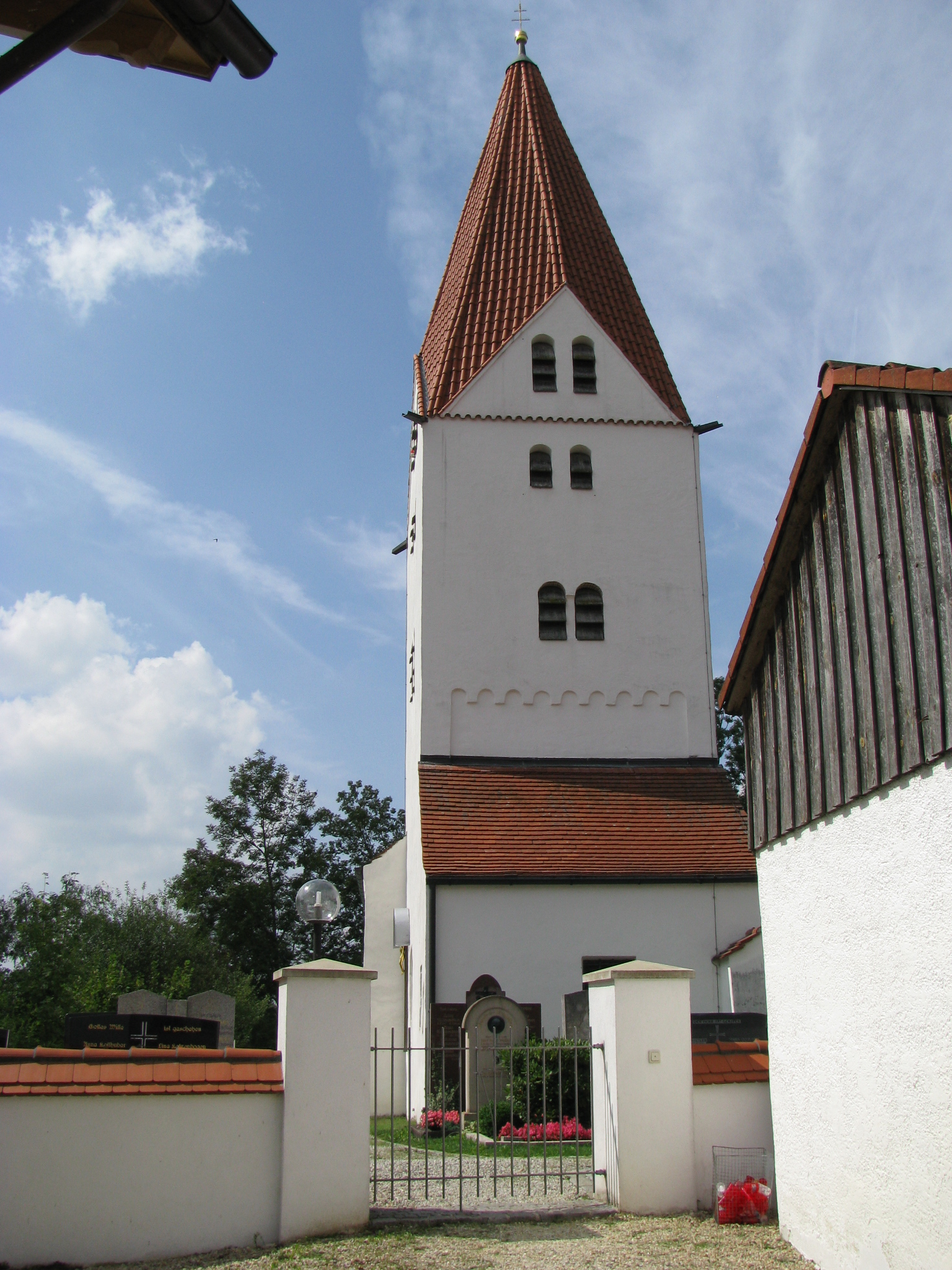
Turm der Kirche, das Langhaus verschwindet dahinter fast vollständig

Die Filialkirche St. Peter und Paul ist die römisch-katholische Dorfkirche von Tünzhausen in der Gemeinde Allershausen im Landkreis Freising (Oberbayern). Sie wurde an der Spitze eines Bergrückens am Übergang des Ampertals in das sich östlich anschließende tertiäre Hügelland errichtet. Die Kirchenpatrone sind die beiden Apostel Simon Petrus und Paulus.

## Turm
Ursprünglich war der Turm der Kirche ein romanischer Wehrturm aus dem 13. Jahrhundert. Typisch sind für diese Zeit die Rundbogenfriese, die den Turm in ungefähr vier Meter Höhe zieren. Auch die kleinen Turmfenster in allen vier Himmelsrichtungen sind typisch romanisch. An den östlichen Fenstern haben sich noch Relikte der Bemalung erhalten. Die Turmspitze besteht aus einem kurzen achtseitigen Dach. Durch den Anbau aus der Barockzeit stimmen die Proportionen von Turm und Kirchenschiff nicht mehr. Es war offenbar kein Geld für eine Erhöhung des Turmes vorhanden.
Im Turm befinden sich fünf Glocken; die älteste stammt aus dem Jahr 1922; die anderen vier sind aus dem Jahre 1948. Nachdem der Turm seine Funktion als Wehranlage verloren hatte, richteten die Einwohner des Dorfes im Erdgeschoss eine Kapelle ein.

## Kirchenschiff
Die Kapelle im Turm wurde im Laufe der Jahrhunderte immer wieder erweitert; der heutige Anbau stammt aus dem Jahr 1664 und zeigt auf jeder Seite vier für das Barock typische Rundfenster. Der einschiffige Langbau ist von Ost nach West ausgerichtet. Der Chor enthält ein Kreuzgratgewölbe, das 1715 mit Stuck verziert wurde. Das Dach des Langschiffes wird durch eine Flachdecke, die ebenfalls mit Stuck geschmückt ist, abgeschlossen. Die Sakristei wurde hinten angebaut.

## Ausstattung
Der Innenraum der Kirche ist vom Barock geprägt. In der Mitte befindet sich ein großer Hauptaltar mit Nebenaltären aus dem Jahre 1664. Er zeigt die Mutter Gottes als Königin, flankiert von den beiden Kirchenpatronen Petrus (links) und Paulus (rechts). Über der Maria befindet sich eine Darstellung des Heiligen Leonhard. Auf dem linken Seitenaltar steht eine Figur des Heiligen Isidor, darüber eine Darstellung der Heiligen Helena. Rechts des Hauptaltars befindet sich der Heilige Sebastian, darüber der Heilige Jakobus.

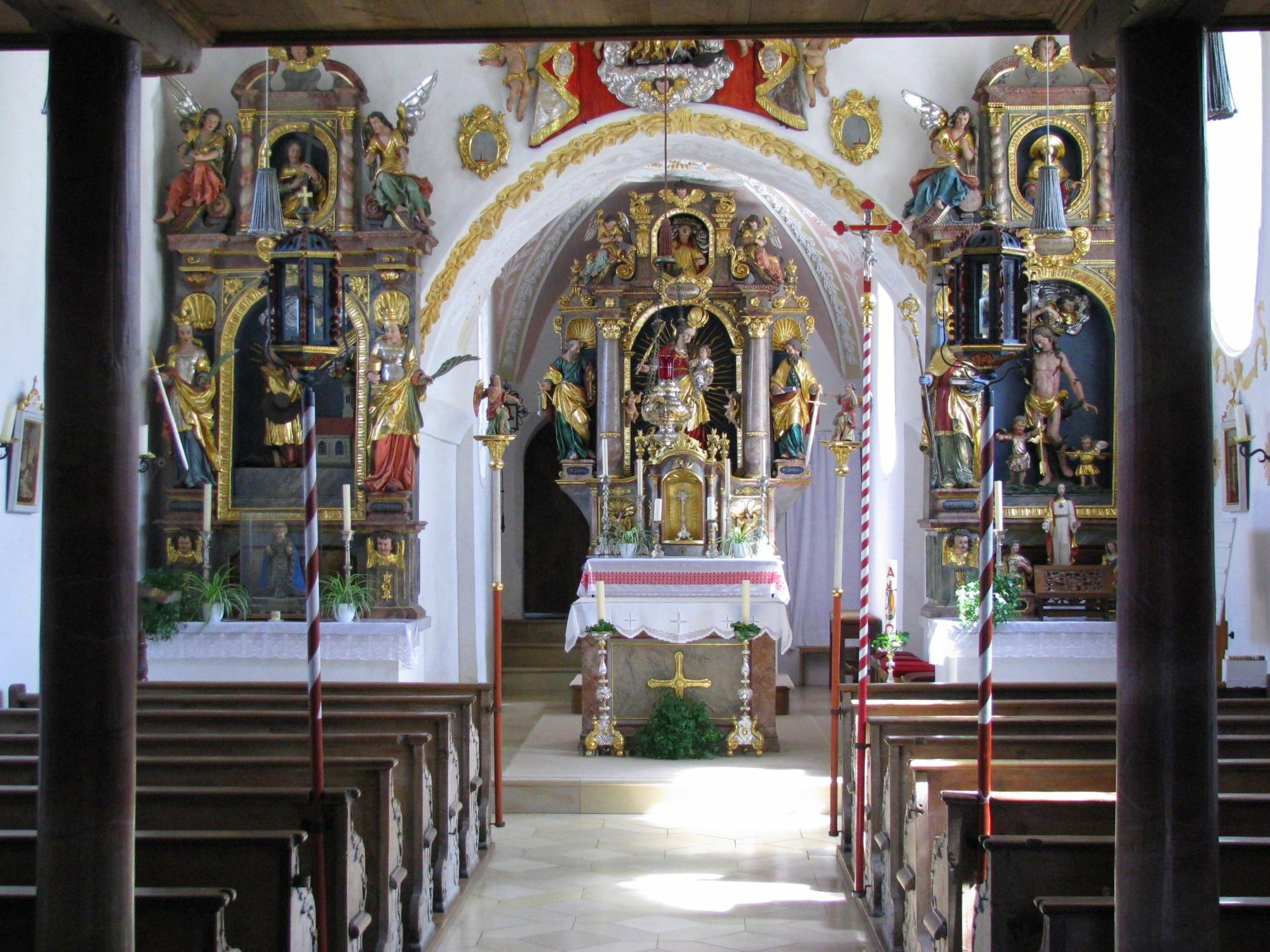
Innenraum

Das  große Deckenfresko entstand 1745 und ist ein Werk von Nikolaus Gottfried Stuber. Es zeigt die Verehrung des Heiligen Leonhard. Ungewöhnlich ist die Auswahl der Kirchenlehrer, die in den vier Ecken dargestellt sind. Es handelt sich um Gregor den Großen, Ildefons von Toledo, Bernhard von Clairvaux und Anselm von Canterbury, die alle mehr oder weniger mit dem Benediktinerorden verbunden sind – das Benediktinerkloster Weihenstephan war der Auftraggeber der Arbeit.

## Geschichte
Die Pfarrei Tünzhausen war seit ihrer Entstehung im 11. Jahrhundert dem Kloster Weihenstephan zugeordnet. Mit dessen Auflösung im Zuge der Säkularisation im Jahr 1803 kam Tünzhausen zur Pfarrei Sankt Josef in Allershausen. Seit 1815 ist die Kirchengemeinde Kuratie der Pfarrei St. Quirin in Kranzberg.
1632 wurde die Kirche von den Schweden geplündert. In der Barockzeit entwickelte sich die Kirche zur Wallfahrtskirche, in der vor allem der Heilige Leonhard verehrt wurde. Es gab sogar eine eigene Bruderschaft, die sich um die Wallfahrten kümmerte.